# Redbone Coonhound
Der Redbone Coonhound ist eine nicht von der FCI anerkannte Hunderasse aus den USA. Er wird vom UKC und seit 2009 auch vom AKC als Rasse anerkannt.
Der Redbone Coonhound wird hauptsächlich in Georgia gezüchtet. Der Name geht vermutlich auf einen Züchter namens Peter Redbone aus Tennessee zurück. Der Redbone Coonhound ist ein mittelgroßer (bis 66 cm) Jagdhund. Das Fell der Hunde ist kurz, hart und anliegend, in den Farben Rot oder Rot/Weiß. Er ist der einzige Coonhound, der vorwiegend einfarbig vorkommt. Weiße Stellen besitzt er oft nur an den Pfoten oder an der Brust. Wie alle Coonhounds wird er zur Waschbärenjagd genutzt, daneben aber auch als Begleithund eingesetzt.